# Kasongo Ilunga
Andre Kasongo Ilunga (* angeblich 20. Oktober 1972) bekleidete ab dem 5. Februar 2007 als Vertreter der kongolesischen Kleinpartei Unafec (Nationale Union der Föderalisten des Kongo) für einen Tag den Posten des Außenhandelsministers der Demokratischen Republik Kongo. Wahrscheinlich ist diese Person rein fiktiv. Unklar ist, auf wessen Betreiben und warum das nichtexistente Parteimitglied der Unafec auf die Liste der Minister des Kongo geriet.
Kasongo Ilunga war einer von 60 Ministern und Vizeministern, die am 5. Februar 2007  vom Kabinett des Präsidenten Joseph Kabila nominiert wurden. Vorgeschlagen worden war er dem Premierminister Antoine Gizenga im Januar 2007 von der Parteiführung der Unafec, die ihn mitsamt Foto als Vizepräsidenten des Unafec-Ortsvereins Masina in Kongos Hauptstadt Kinshasa vorstellte und gemeinsam mit dem Parteichef Kisimba Ngoy als Ministerkandidaten ihrer Partei zur Auswahl stellte. Gizenga entschied sich für Ilunga Kasongo. Bereits am Tag nach der Regierungsbildung reichte Kasongo allerdings angeblich schriftlich bei seinem Parteichef seinen Rücktritt ein. Der Unafec-Provinzchef von Katanga, der angeblichen Heimatprovinz Ilungas, erklärte kurz darauf öffentlich, dass es kein Parteimitglied dieses Namens in Katanga gebe.
Zwei Theorien kursieren, wie es zur Ernennung des offenkundig nicht-existenten Ilunga gekommen sein könnte. Nach der ersten Theorie hatte die Partei nicht mit der Ernennung Ilungas gerechnet und nur beabsichtigt, das Vorhandensein personeller Alternativen in der Partei vorzutäuschen. Die zweite Theorie bezieht sich darauf, dass der Unafec-Parteichef als Nachfolger Kasongo Ilungas einen „Pierre Ilunga“ vorschlug. Pierre Ilunga jedoch ist ein politisch diskreditierter ehemaliger Justizminister der früheren Warlord-Regierung des Kongo, der auf diese verwickelte Weise u. U. in die Regierung kommen sollte.
Eine Klarstellung des Regierungssprechers Godefroid Mayombo, dass Kasongo Ilunga mitnichten eine fiktive Person sei, führte dazu, dass sich innerhalb weniger Tage drei Personen mit dem im Kongo recht häufigen Namen Kasongo Ilunga meldeten und den Posten des Ministers beanspruchten. Alle drei wurden jedoch vom Unafec-Parteichef als Betrüger bloßgestellt.

## Quelle
- Artikel „Der dreifache Minister, den keiner kennt“ taz vom 20. Februar 2007